# Nancy Walters

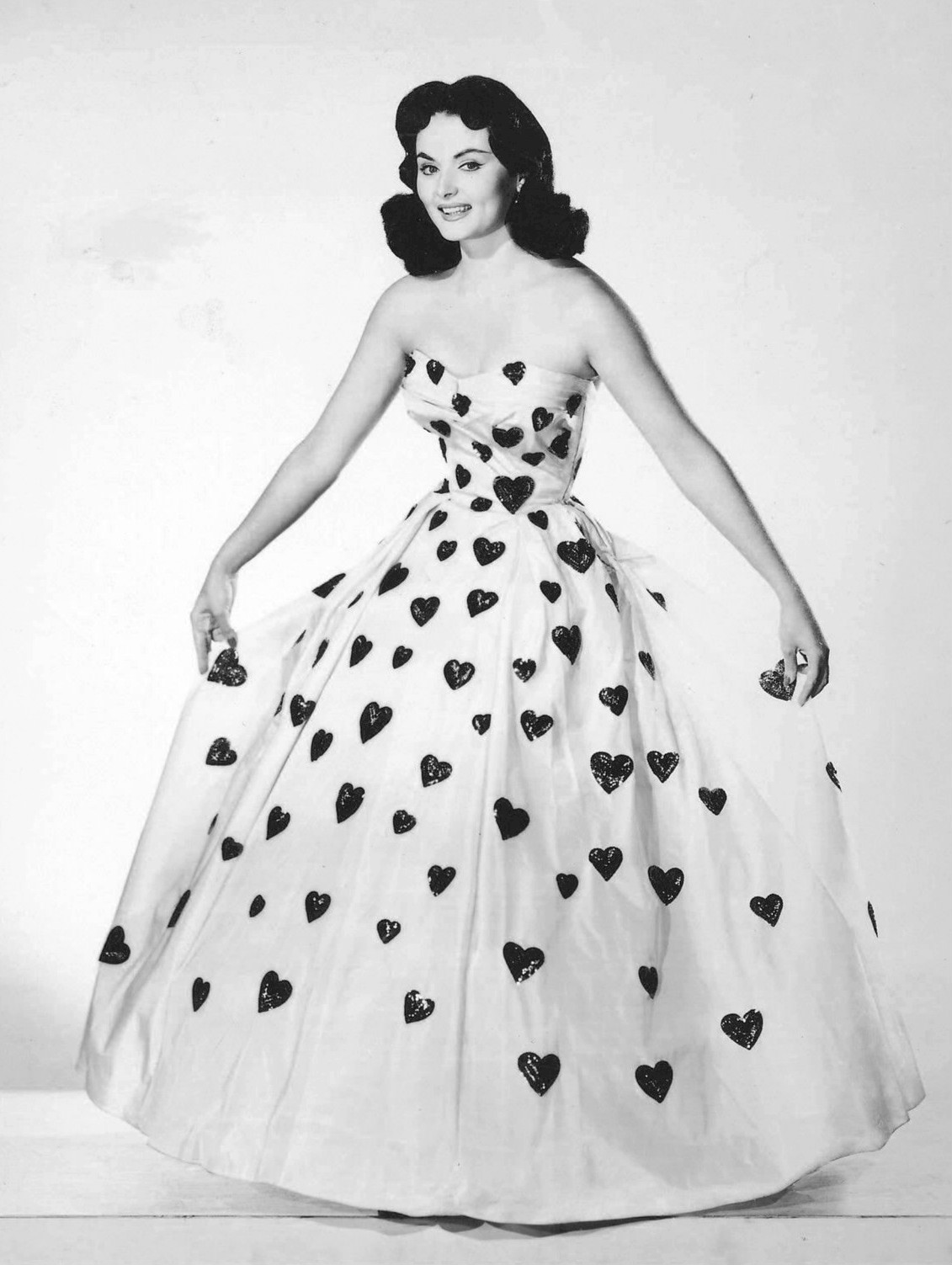
Walters en Strike It Rich en 1957

Nancy Walters (nacida como Nancy Driver el 26 de junio de 1933 - 29 de septiembre de 2009) fue una modelo, actriz y ministra estadounidense.

## Primeros años
Walters nació en Mount Plymouth, Florida, y fue criada cerca de Mount Plymouth y Zellwood, Florida. Una infección ósea que sufrió cuando tenía 4 años le impidió poder caminar hasta que llegó a la adolescencia. Cuándo tenía 7 años,  pasó 8 meses en un hospital para poder hacer tratamiento en la infección. Después de haber terminado la escuela secundaria, asistió a una escuela sobre secretariado y tomó una clase de derecho comercial, los cuales estaban al límite con sus planes de ser secretaria de un abogado.

## Carrera
Su carrera en el modelaje incluyó apariciones en revistas, incluyendo Glamour, Vogue, Harper's Bazaar, y Mademoiselle.
En 1955, Walters dejó de trabajar en el modelaje y comenzó a trabajar en el programa de concursos de NBC The Big Payoff. En 1958 también hizo una aparición en el programa de CBS Strike It Rich.
Walters perfeccionó sus habilidades en la actuación en producciones en la Escuela de Teatro Neighborhood Playhouse. En Broadway, trabajó como cantante en Ankles Aweigh (1955). Un artículo de 1957 la describió como la "favorita" de Bernie Wayne.
En 1960, Walters firmó un contrato cinematográfico con Metro-Goldwyn-Mayer, y su primera aparición en una película distribuida por la compañía fue en Bells Are Ringing (1960). Apareció en varias películas, incluyendo Blue Hawaii, The Singing Nun y Monster on the Campus. Durante los años, fue estrella invitada en varias series de televisión, incluyendo 77 Sunset Strip, Gunsmoke, The Monkees, y Superagente 86. Se retiró de su carrera cinematográfica y televisiva después de 1967.
Después de que su esposo fuera asesinado en Vietnam, Walters se unió a un grupo evangélico. Se convirtió en ministra religiosa y residía en Las Vegas, Nevada cuando murió a los 76 años.

## Vida personal
El 10 de marzo de 1962, Walters se casó con Lt. Paul Warren Payne, un piloto de aviación de la Armada de los Estados Unidos, en Las Vegas, Nevada.

## Reconocimiento
Walters fue una de las 13 actrices seleccionadas como "Deb Stars" en 1958.